# Iwata mayuko
iwata mayuko（いわた まゆこ、女性、AB型）は愛知県名古屋市のアーティスト、ボールペン画家。

## 経歴
日本デザイナー芸術学院卒業後、広告代理店勤務を経て2009年より作家活動開始。

## 作風
ドリップ珈琲とボールペンを主軸に様々な素材を組み合わせた独自の技法で、現実と虚構の境界線を探求する。
近年は珈琲を絵画技法として研究中。
コーヒーインストラクター検定2級保有。

## 主な個展
- 2011年　iwata mayuko 個展（ロフト名古屋）
- 2012年　iwata mayuko 個展（ギャラリー La Mer／銀座）
- 2014年　アンニュイミディアム（ギャラリーメゾンダール／大阪）
- 2016年　enigma - エニグマ -（GALLERY龍屋）
- 2019年　obscure（gallery hydrangea/東京）

## 主なアートフェア・グループ展
- 2003年　CNIC受賞作家展 2003（スペースプリズム／名古屋）
- 2012年　BEART PROJECT パリ展 （ギャラリーメタノイア／パリ）
- 2012年　Art in Music ’12（新宿眼科画廊 ／東京）
- 2012年　On oneself scene2（北井画廊／東京）
- 2012年　iwata mayuko × 河合 真維 二人展（GALLERY龍屋）
- 2012年　ULTRA005（東京青山スパイラル／南青山）
- 2012年　Graphic Art exhibition 2012. Decemberクリエイティブ表現の現在（RECTO VERSO GALLERY／東京）
- 2013年　JAPAN EXPO 2013 （ノールヴィルパント展示会場／パリ）
- 2013年　ART NAGOYA 2013（ウェスティンナゴヤキャッスル／名古屋）
- 2013年　Nouvelles nuances du Japon（Gallery MAISON D’ART／パリ）
- 2013年　ジ・アートフェア ＋PLUS−ULTRA 2013（スパイラル／東京）
- 2014年　ドローイングアートフェア DDessin14（les verrières de l’Atelier Richelieu à Paris.／パリ）
- 2014年　ART NAGOYA 2014（ウェスティンナゴヤキャッスル／名古屋）
- 2014年　神戸アートマルシェ 2014（神戸メリケンパークオリエンタルホテル／神戸）
- 2014年　ジ・アートフェア ＋PLUS−ULTRA 2014（スパイラル／東京）
- 2015年　ヤングアート台北2015（シェラトン・グランデ台北ホテル／台北）
- 2015年　ART OSAKA 2015（ホテルグランヴィア大阪／大阪）
- 2015年　ART NAGOYA 2015（ウェスティンナゴヤキャッスル／名古屋）
- 2015年　神戸アートマルシェ 2015（神戸メリケンパークオリエンタルホテル／神戸）[3]
- 2015年　ジ・アートフェア ＋PLUS−ULTRA 2015（スパイラル／青山）
- 2016年　ART NAGOYA 2016（ウェスティンナゴヤキャッスル／名古屋）
- 2016年　ART in PARK HOTEL TOKYO 2016（パークホテル東京／汐留）
- 2016年　ART OSAKA 2016（ホテルグランヴィア大阪／大阪）
- 2017年　ARTNAGOYA 2017　(名古屋)
- 2018年　プレゼンス vol.1　(AYUMI GALLERY/東京 )
- 2018年　ドローイングアートフェアDDessin18　(パリ)
- 2018年『神戸アートマルシェ 2018』 ( 神戸 )
- 2019年『affordable art fair hong kong 2019』( 香港 )
- 2019年『2人展-Reflexion-』(ジルダールギャラリー/名古屋)
- 2020年『みんな展』(ジルダールギャラリー/名古屋)
- 2021年『Life is Peachy』（ギャラリールンパ・ルンパ/金沢）
- 2022年『New Art Collection』（ギャラリールンパ・ルンパ/金沢）

## 受賞歴
- 2002年   第14回 セントラル 新人イラストレーションコンペティション オリンポス賞